# مطار سمبايلو
مطار سَمبايلو (إياتا: SBI، إيكاو: GUSB) هو مطار يخدم كوندارا، وهي بلدة في إقليم بوكي في غينيا . تقع على بعد 11 كيلومتر (6.8 ميل) شمال غرب كوندارا، في قرية سامبايلو.
تقع منارة سامبايلو غير الاتجاهية ‏ (Ident: SB ) في الحقل.

## روابط خارجية
- مطاراتنا - مطار سامبايلو
- خريطة الشارع المفتوح - مطار سامبايلو
- FallingRain - مطار سامبايلو
- تاريخ الحوادث لـ (Koundara-Sambailo Airport) على شبكة سلامة الطيران.
- جوجل إيرث